# Tori Matsuzaka
Tori Matsuzaka (松坂 桃李 Matsuzaka Tōri?,  Chigasaki, Kanagawa, 17 de octubre de 1988) es un actor y modelo japonés. Debutó en el papel de Takeru Shiba/Shinken Red en Samurai Sentai Shinkenger. Desde Samurai Sentai Shinkenger, ha aparecido en varios programas de televisión y películas.

## Filmografía

### Televisión
| Año  | Título                                                        | Personajes         | Cadena   | Otras notas |
| ---- | ------------------------------------------------------------- | ------------------ | -------- | ----------- |
| 2009 | Samurai Sentai Shinkenger                                     | Shiba Takeru       | TV Asahi |             |
| 2009 | Kamen Rider Decade                                            | Shiba Takeru       | TV Asahi | Ep 24-25    |
| 2010 | Clone Baby                                                    | Kikuchi Hiro       | TBS      |             |
| 2010 | GOLD                                                          | Saotome Kou        | Fuji TV  |             |
| 2011 | Asuko March!                                                  | Yokoyama Aruto     | TV Asahi |             |
| 2011 | Kaito Royale                                                  | Rei Kamimura       | TBS      |             |
| 2011 | Kudo Shinichi he no Chosenjo                                  | Hattori Heiji      | NTV      | Ep 9        |
| 2012 | Kudo Shinichi Kyōto Shinsengumi Satsujin Jiken                | Hattori Heiji      | NTV      |             |
| 2012 | Umechan Sensei                                                | Yasuoka Nobuo      | NHK      |             |
| 2012 | Meitantei Conan SP 4                                          | Hattori Heiji      | YTV      |             |
| 2012 | One no Kanata ni ~Chichi to Musuko no Nikkouki Tsuiraku Jikou |                    | WOWOW    |             |
| 2013 | Reverse~ Keishichō sōsaikka Team Z                            | Egami Tôru         | NTV      |             |
| 2013 | TAKE FIVE                                                     | Niimi Haruto       | TBS4     |             |
| 2013 | Hana no Kusari                                                | Kitakami Kouichi   | Fuji TV  |             |
| 2013 | Dandarin                                                      | Minamisanjō Kazuya | NTV      |             |
| 2014 | Gunshi Kanbei                                                 | Kuroda Nagamasa    | NHK      |             |
| 2015 | Siren                                                         | Shinobu Satomi     | Fuji TV  |             |
| 2016 | Yutori Desu ga Nani ka                                        | Kazutoyo Yamaji    | NTV      |             |
| 2017 | Shikaku Tantei Higurashi Tabito                               | Higurashi Tabito   | NTV      |             |
| 2017 | Warotenka                                                     | Tōkichi Kitamura   | NHK      | Asadora     |
| 2018 | In This Corner of the World                                   | Hojo Shusaku       | TBS      |             |
| 2019 | Perfect World                                                 | Ayukawa Itsuki     | Fuji TV  |             |

### Películas
| Año  | Título                                                 | Personajes       | Otras notas                    |
| ---- | ------------------------------------------------------ | ---------------- | ------------------------------ |
| 2009 | Samurai Sentai Shinkenger The Movie: The Fateful War   | Shiba Takeru     |                                |
| 2010 | Samurai Sentai Shinkenger vs. Go-onger: GinmakuBang!!  | Shiba Takeru     |                                |
| 2010 | Samurai Sentai Shinkenger Returns                      | Shiba Takeru     |                                |
| 2011 | Tensou Sentai Goseiger vs. Shinkenger: Epic on Ginmaku | Shiba Takeru     |                                |
| 2011 | Antoki no Inochi                                       | Shintaro Matsui  |                                |
| 2012 | Kyo, Koi wo Hajimemasu                                 | Kyota Tsubaki    |                                |
| 2012 | Osama to Boku                                          | Mikihiko         |                                |
| 2012 | Tsunagu                                                | Ayumi Shibuya    |                                |
| 2013 | Gatchaman                                              | Ken Washio       |                                |
| 2014 | Fuzoku Ittara Jinsei Kawatta                           | Shinsaku         |                                |
| 2014 | Team Batista FINAL kerberos no shōzō                   | Hideki Takizawa  |                                |
| 2015 | April Fools                                            | Wataru Makino    |                                |
| 2015 | The Emperor in August                                  | Kenji Hatanaka   |                                |
| 2015 | Maestro!                                               | Shinichi Kōsaka  |                                |
| 2015 | Paddington                                             | Paddington Bear  | Papel de doblaje (Ben Whishaw) |
| 2015 | Piece of Cake                                          | Ten chan         |                                |
| 2015 | Library Wars: The Last Mission                         | Satoshi Tezuka   |                                |
| 2016 | Jinsei no Yakusoku                                     | Takuya Sawai     |                                |
| 2016 | Sanada 10 Braves                                       | Kirigakure Saizō |                                |
| 2016 | Himitsu – Top Secret                                   | Katsuhiro Suzuki |                                |
| 2016 | Her Love Boils Bathwater                               | Takumi Mukai     |                                |
| 2016 | Death Note: Light Up the New World                     | Bepo             | Voz                            |
| 2017 | Kiseki: Sobito of That Day                             | JIN              |                                |
| 2018 | Impossibility Defense                                  | Tadashi Usobuki  | Papel principal                |
| 2018 | The Blood of Wolves                                    | Shūichi Hioka    |                                |
| 2018 | Call Boy                                               | Ryō Morinaka     | Papel principal                |
| 2023 | Shin Kamen Rider                                       | K (voz)          | [ 6 ]                          |

### Álbum de fotos
- TAO (25 de octubre de 2011)

## Premios
2013
- Premios de la Academia Japonesa - Novato del Año
- 36th Premios de la Academia Japonesa -  Premio al Mejor Nuevo Actor por "Ai to Makoto", "Kyō, Koi o Hajimemasu"
- 38th Premios Élan d'Or - Premio al Mejor Advenimiento
- 21st Hashida Awards - Premio Novato por "Ume-chan Sensei"
- 22nd Japan Movie Critics Award - Mejor Actor protagonista por 'Tsunagu'

## Revistas
- Fineboys
- SJ STREET junto a Emi Takei
- FINEBOYS
- CEDAR CREST
- Audition
- Puma Meets
- Koi.Men
- GC
- ACTORS Magazine
- Shibuya 109 MEN'S!

## CFs
- GHANNA
- ACUO
- Lotte (2012)